# Varacosa parthenus
Varacosa parthenus är en spindelart som först beskrevs av Chamberlin 1925.  Varacosa parthenus ingår i släktet Varacosa och familjen vargspindlar. Inga underarter finns listade i Catalogue of Life.